# Plectranthus forsteri
Plectranthus forsteri là một loài thực vật có hoa trong họ Hoa môi. Loài này được Benth. miêu tả khoa học đầu tiên năm 1832.

## Hình ảnh

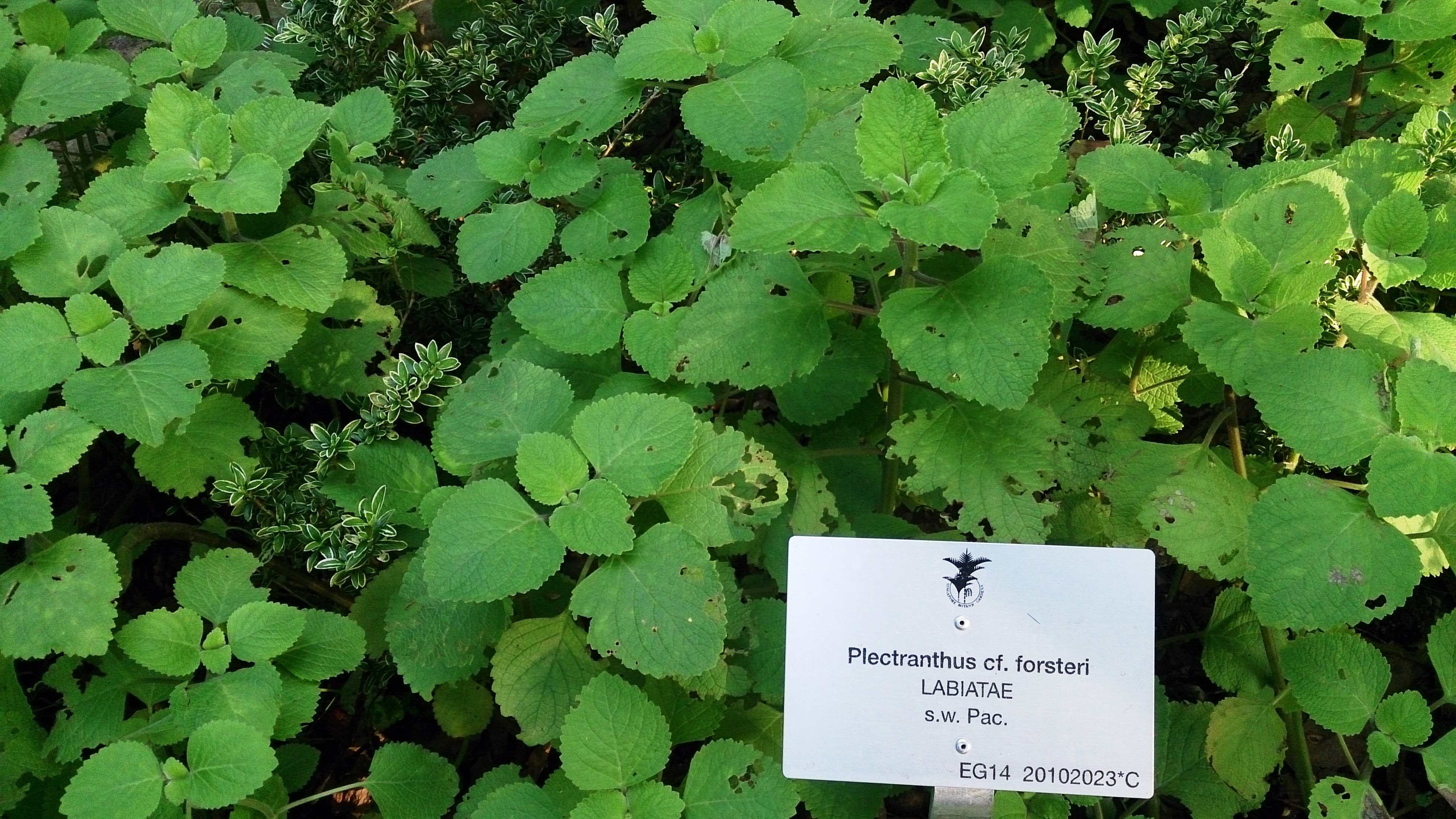